# یواس‌اس کاشن (ای‌ام-۱۵۸)
یواس‌اس کاشن (ای‌ام-۱۵۸) (به انگلیسی: USS Caution (AM-158)) یک کشتی بود. این کشتی در سال ۱۹۴۲ ساخته شد.